# La Máquina del Tiempo / La mosca
La Máquina del Tiempo / La mosca es un disco grabado por Eduardo Mateo en 1989 y el último publicado en vida del músico. La autoría de todas las canciones corresponde a Eduardo Mateo. El disco salió a la venta en enero de 1990 bajo el sello Orfeo en formato vinilo y casete.

## Antecedentes
En La Máquina del Tiempo presenta a: Mateo / Mal tiempo sobre Alchemia (1.er. viaje), varias canciones, que en un principio integrarían el disco, quedaron excluidas debido al escaso tiempo de estudio utilizado. Por otra parte, se intensificó la amistad de Mateo y Hugo Jasa y, en 1989, decidieron grabar un nuevo disco incluyendo, entre otras, algunas canciones excluidas del disco anterior. Inicialmente, la idea de Mateo era grabar un disco a dúo, con el nombre de ambos en la portada y la división del pago por concepto de regalías en partes iguales; sin embargo, con el tiempo la idea original se fue desvaneciendo, y la obra terminaría siendo —aunque con una participación muy importante de Jasa— firmada bajo el nombre de Eduardo Mateo.

## Grabación
La tienda de discos Palacio de la Música financió alrededor de cien horas para la grabación del álbum, si bien Mateo y Jasa debieron además trabajar fuera de hora para poder terminarlo. Hugo Jasa lo ha definido como «más experimental» que su predecesor, particularmente en lo concerniente al sonido de las voces y las guitarras. El esquema de trabajo en el aspecto rítmico fue básicamente similar al utilizado Mal tiempo sobre Alchemia: se usaron baterías programadas y, salvo en los casos de Ficción solar (2.º movimiento: Las estaciones) y Yulelé, teclados haciendo de bajos. Inicialmente, el disco no iba a contar con la participación de un bajo real ni siquiera en esas dos pistas pero, finalmente, Mateo cambió de idea, invitando a Popo Romano a encargarse de dicho instrumento.
Hugo Jasa comenta con respecto a la búsqueda sonora de este disco:

Esa inquietud por lo fantástico, por lo que quizás en un futuro sea, que tenía Mateo y que compartíamos los dos mucho, ¿no?. Es lo que quizás lo acerque a una tímbrica robótica. Una tímbrica de ficción.

## Lista de canciones
Lado A
1. La mosca
2. Ficción solar (2.º movimiento: Las estaciones)
3. Carolina
4. Somos eras era

Lado B
1. El trompo loco
2. No hay vuelta de hoja
3. Juntos podemos llegar
4. Espíritu burlón
5. Yu-le-lé [2.ª versión]

## Créditos
- Eduardo Mateo: voces y guitarras
- Hugo Jasa: teclados
- Alberto Magnone:  teclados en Ficción solar (2.º movimiento: Las estaciones) y Yu-le-lé
- Popo Romano: bajo en Ficción solar (2.º movimiento: Las estaciones), Yu-le-lé, No hay vuelta de hoja, Juntos podemos llegar y Espíritu burlón.
- Mariana Ingold: voz en Ficción solar (2.º movimiento: Las estaciones) y Yu-le-lé
- Andrés Recagno: voz en Ficción solar (2.º movimiento: Las estaciones) y Yu-le-lé
- Osvaldo Fattoruso: voz en Ficción solar (2.º movimiento: Las estaciones)

- Mario Marotta: fotografía
- Cristina Echegaray: diseño y armado de tapa

## Repercusión
La Máquina del Tiempo / La mosca no tuvo, al igual que su disco anterior, demasiada repercusión, si bien vendió un poco mejor. En marzo de 1991 había vendido 420 unidades (135 discos y 285 casetes). Por su parte, las opiniones sobre la obra en el ambiente cultural y musical fueron dispares aunque, en este sentido, el resultado también fue más positivo que en el caso de Mal tiempo sobre Alchemia.

## Reediciones
- En 1992, La Máquina del Tiempo / La mosca fue reeditado en casete por Barca (Argentina).
- En 2006, fue reeditado en CD por La Vida Lenta Discos (Argentina).